# 黎檬
黎檬（学名：Citrus × limonia Osb.），又名廣東檸檬，为芸香科柑橘属下的一个种。